# گیله‌کلا
گیله‌کلا، روستایی است از توابع بخش مرکزی شهرستان قائم‌شهر در استان مازندران ایران. روستا مزین شده‌است به بارگاه آیت الله سید محمد باقر هاشمی گیله کلایی و آستانه امامزاده محمد. و داراری دو حسینیه و یک مسجد می باشد.

## جمعیت
این روستا در نوکندکلا قرار داشته و براساس آخرین سرشماری مرکز آمار ایران که در سال ۱۳۸۵ صورت گرفته، جمعیت آن ۵۰۱نفر (۱۳۲خانوار) بوده‌است.